# Glavoči
|  |

Glavoči (lat. Gobiidae) ili glamci je porodica riba iz reda Gobiiformes koja obuhvaća 1671 vrstu. Ova porodica je jedna od najbrojnijih ribljih porodica,  svrstanih u 250 rodova
. Porodica se dalje dijeli na pet potporodica, a to su: Oxudercinae, Amblyopinae, Sicydiinae, Gobionellinae i Gobiinae.  Većina glavoča je relativno mala, manja od 10 cm, a pojedine vrste rodova Trimmaton i Pandaka jedva dosegnu i 1 cm duljine. Postoje i veći glavoči, koji su u usporedbi s navedenima divovi, kao što su pripadnici rodova Gobioides i Periophthalmodon koji narastu i preko 30 cm duljine. Najveći od svih glavoča je Gobioides broussenetii koji naraste i do 50 cm duljine. Općenito govoreći, glavoči ne predstavljaju značajnu stavku u ljudskoj prehrani, ali imaju znatnu ulogu u prehrani drugih vrsta (raža, bakalar, lubin,...). Također, glavoči kao pridneni predatori imaju važnu ulogu u čišćenju dna od raznih ostataka. Pojedine vrste se uzgajaju i kao ribice za morske akvarije.

## Osobine
Jedno od najvažnijih obilježja glavoča jest njihova trbušna peraja, odnosno spoj njihovih trbušnih peraja. One su srasle zajedno i tvore tanjurasti organ slične osobine kao lovke hobotnice koji služi da se glavoč priljepi za podlogu, stvarajući podtlak, koji može izdržati njegovu težinu i u okomitom položaju. Drugo važno obilježje glavoča je njihova leđna peraja, odnosno podijeljenost ista, tako da tvori dva odvojena dijela.
Glavoči su većinom stanovnici priobalnog dijela mora, malih dubina, a također su brojni i u bočatim vodama. Pojedine vrste su prilagođene i za život u potpuno slatkoj vodi. Većinom se hrane malim beskralježnjacima, a pojedine veće vrste se hrane manjim ribama. Rijetki glavoči su i vegetarijanci, te se hrane algama.
Prilikom razmnožavanja, većina glavoča skriva svoja jajašca lijepeći ih za stijenu, koralj ili travu. Također, kod velikog broja vrsta, otac čuva jajašca dok se mladi ne izlegu. Nekoliko vrsta glavoča je poznato da mijenja spol tijekom života, premda ovo nije tipično za glavoče.

## Simbioza
Glavoči ponekad žive u simbiozi s drugim morskim organizmima. Jedan od takvih primjera je suživot s kozicom, gdje glavoč živi u rupi koju je napravila kozica. Rupa glavoču pruža sigurnost, a kozica je dobila "izviđača", odnosno, sustav ranog upozorenja. Naime, vid kozice je slab i ona se oslanja na upozorenja glavoča o nailazećoj opasnosti da bi se sakrila u rupu.
Drugi primjer simbioze je kod roda Elacatinus, koji su razvili svoj talent čišćenja parazita s većih riba, koje ih ne napadaju iako bi u normalnim okolnostima to uradili. Ovdje, veća riba donosi hranu glavočima, a za uzvrat, oni ih čista od nametnika

## Potporodice
1. Amblyopinae Günther, 1861
2. Gobiinae Cuvier, 1816
3. Gobionellinae Bleeker, 1874
4. Oxudercinae Günther, 1861
5. Sicydiinae Gill, 1860

## Poveznice
- Popis rodova glavoča

## Vanjske poveznice
|  | Zajednički poslužitelj ima još gradiva o temi Glavoči |
|  | Wikivrste imaju podatke o taksonu Glavoči             |